# 1090-е годы
1090-е (ты́сяча девяно́стые) го́ды по юлианскому календарю — промежуток времени с 1 января 1090 года по 31 декабря 1099 года, включающий 1090 год 9-го десятилетия   и с 1091 по 1099 годы    10-го десятилетия XI века 2-го тысячелетия.  Они закончились 926 лет назад.

## Важнейшие события
- Мусульманские земли южной Испании объединяются под властью Юсуфа ибн Ташфин. Сид Кампеадор захватил Валенсию (1094).
- Государство низаритов (1090—1256; ассасины; Хасан ибн Саббах).
- Битва при Левунионе (1091) — армия Византийской империи и половцы разгромили печенегов у стен Константинополя. Печенежское ханство (860—1091).
- Битва на реке Стугне (1093) — войско русских князей разбито половцами.
- Междоусобная война на Руси (1094—1097). Любечский съезд (1097). Междоусобная война на Руси (1097—1100).
- Первый крестовый поход (1096—1099). Крестьянский крестовый поход (1096). Осада Иерусалима (1099).
- В государстве Фатимидов произошёл раскол в исмаилизме на низаритов и мусталитов.

## Правители
- Халифы фатимидов аль-Мустансир (1036—1094) и аль-Мустали Биллах (1094—1101).
- Папы римские Урбан II (1088—1099) и Пасхалий II (1099—1118).
- Короли Альбы Малькольм III (1058—1093), Дональд III (1093—1094 и 1094—1097), Дункан II (1094) и Эдгар (1097—1107).
- Король Англии Вильгельм II (1087—1100).
- Короли Норвегии Олав III Тихий (1067—1093) и Магнус III Голоногий (1093—1103).
- Короли и князья Чехии Вратислав I (1086—1092), Конрад I Брненский (1092) и Бржетислав II Младший (1092—1100).
- Император Священной Римской империи Генрих IV (1084—1105).
- Король Франции Филипп I (1060—1108).
- Император всей Испании Альфонсо VI Храбрый (1077—1109).
- Великие князья киевские Всеволод Ярославич (1078—1093) и Святополк Изяславич (1093—1113).
- Император Византии Алексей I Комнин (1081—1118).

## Культура
- Построен Замок Пембрук (1093)
- Освящён Собор Святого Марка в Венеции (1094).
- Оксфордский университет (самая ранняя известная дата работы — 1096).

## События
- 1090—1097 — поход Генриха IV в Италию.
- 1090—1094 — новые завоевания Альморавидов южной Испании: в состав государства Альморавидов включены Гранада и Малага в 1090 году, Кордова, Кармона и Севилья в 1091 году, Бадахос в 1094 году.
- 1090—1091 — завершение войны Византийской империи с печенегами. Император Алексей I Комнин в союзе с половцами разгромил войско кочевников в битве при Левунионе.
- 1090 — шиитский проповедник Хасан ибн ас-Саббах основывает на севере Ирана на территории, подвластной сельджукам, независимое исмаилитское государство, просуществовавшее более 160 лет.
- 1090—1097 — военные походы английского короля Вильгельма II в Нормандию, Шотландию и Уэльс.
- 1091—1099 — экспансия венгерских королей Ласло I и Кальмана I в Хорватию, завершившаяся учреждением хорватско-венгерской унии.
- 1092 — сюзеренитет пизанцев над Корсикой и Сардинией окончательно подтверждён Урбаном II.
- 1092 — гибель сельджукского султана Мелик-шаха I. Распри его сыновей за престол. Начало распада Великой Сельджукской империи.
- 1092—1095 — правление сельджукского султана Махмуда I.
- 1095—1105 — правление сельджукского султана Баркиярука.
- 1092/3-1106/7 — правление султана Рума Кылыч-Арслана I.
- 1093—1097 — борьба сыновей Малькольма III Дункана и Эдгара c дядей Дональдом и братом Эдмундом за трон Альбы.
- 1093—1103 — правление короля Норвегии Магнуса III (1073—1103), сына Олафа III. Его войны с Данией, Швецией и экспансия на Британские острова.
- 1093 — Альфонсо VI Храбрый за военные заслуги дарит своему зятю Генриху Бургундскому в качестве ленного владения Португалию, основав тем самым второе графство Португалия со столицей в Браге.
- 1093—1112 — граф Португалии Генрих Бургундский, основатель Бургундской династии правителей Португалии.
- 1093—1096 — опустошительные набеги половцев на Русь в правление великого князя Святополка Изяславича.
- 1094—1104 — правление короля Педро I в Арагоне и Наварре.
- 1094—1099 — губернаторство Сида Кампеадора в Валенсии, его успешное противостояние Альморавидам.
- 1097—1100 — правление Балдуина Булонского в Эдессе.
- 1097—1127 — правление хорезмшаха Кутб-ад-Дина Мухаммеда I.
- 1097—1100 — междоусобная война на Руси.
- 1098—1111 — правление Боэмунда I (ок. 1057—1111) в Антиохии.
- 1099—1118 — понтификат папы римского Пасхалия II (ок. 1050—1118).
- 1099—1100 — правление короля Готфрида Бульонского (ок. 1061—1100) в Иерусалиме.
- 1099, август — 1104, февраль — годы Кова в Японии.